# Kierguin
Kierguin est une commune rurale située dans le département de Bogandé de la province de la Gnagna dans la région de l'Est au Burkina Faso.

## Santé et éducation
Kierguin accueille un centre de santé et de promotion sociale (CSPS).